# Dino Battaglia
Dino Battaglia (Venetië, 1 augustus 1923 – Milaan, 4 oktober 1983) was een Italiaanse striptekenaar.

## Carrière
Battaglia maakte deel uit van de zogenaamde Venetië-Groep, gesticht door de Italiaanse striptekenaars Hugo Pratt, Alberto Ongaro en Mario Faustinelli. Ze waren beïnvloed door de Amerikaanse comics. Hun tijdschrift Asso di Picche verscheen vanaf 1945. Battaglia tekende er de reeks Junglemen, waarvoor Pratt ook tekeningen maakte.
Battaglia tekende Capitan Caraibe voor de Argentijnse markt en in vanaf 1949 tekende hij de westernstrip Pecos Bill op scenario van Guido Martina. In 1955 startte hij de strip El Kid op scenario van Bonelli. Verder tekende hij ook strips voor de Britse markt.
In 1962 ging Battaglia aan de slag bij het tijdschrift Corriere dei piccoli. Voor dit blad tekende hij verschillende reeksen:
- La pista dei quattro (1964)
- Ivanhoe (1966)
- Cinque della Selena (1966-1967)

In diezelfde periode tekende hij ook religieuze strips voor Corriere dei Ragazzi.
Vanaf 1968 werkte Battaglia voor het nieuwe tijdschrift Linus en verstripte er romans van onder andere Edgar Allan Poe, Lovecraft en Herman Melville. In 1982 startte hij de strip L'ispettore Coke op eigen scenario voor Isola Trovata. Inspecteur Coke werkt voor Scotland Yard en onderzoekt misdaden op een wetenschappelijke wijze. Battaglia maakte twee volledige verhalen van deze strip met horror en fantastische elementen. Een derde verhaal bleef onafgewerkt door zijn dood in 1983. 
Zijn vrouw Laura stond in voor de inkleuring van zijn tekeningen.

## Vertaald werk
In het Nederlandse taalgebied zijn de volgende albums van hem verschenen:
- Tijl Uilenspiegel, 1978

- De zucht naar avontuur, 1982 (Avonturier-reeks)

- Junglemen
  - Junglemen!, 1987
  - Het ultieme gevecht, 1988

- Bibliothèque nationale de France: cb11890548x (data)
- Gemeinsame Normdatei: 119325365
- International Standard Name Identifier: 0000 0000 7359 9561
- Library of Congress Control Number: n80082333
- Nationale Bibliotheek van Israël: 987007371446805171
- Nederlandse Thesaurus van Auteursnamen: 069048762
- RKD-Nederlands Instituut voor Kunstgeschiedenis: 250666
- Istituto Centrale per il Catalogo Unico: CFIV023057
- Système universitaire de documentation: 02670918X
- Virtual International Authority File: 54144004
- WorldCat: E39PBJx4mrDw8JJWGV8GJGPhHC